# Zdravka (krater wenusjański)
Zdravka – krater uderzeniowy na powierzchni Wenus o średnicy 12,5 km, położony na 65° szerokości północnej i 299° długości wschodniej.
Decyzją Międzynarodowej Unii Astronomicznej w 1985 roku został nazwany na bułgarskim imieniem żeńskim Zdrawka.